# Bahnstrecke Mâcon–Ambérieu
| Bahnhof Bourg-en-Bresse, Westflügel, Sommer 2016 |                      |                                                                   |                                                                   |
| Streckennummer (SNCF): | 883 000              |                                                                   |                                                                   |
| Streckenlänge: | 68,3 km              |                                                                   |                                                                   |
| Spurweite: | 1435 mm (Normalspur) |                                                                   |                                                                   |
| Stromsystem: | 1,5 kV =             |                                                                   |                                                                   |
| Maximale Neigung: | 8 ‰                  |                                                                   |                                                                   |
| Streckengeschwindigkeit: | 140–160 km/h         |                                                                   |                                                                   |
| Zweigleisigkeit: | ja                   |                                                                   |                                                                   |
| |                      |                                                                   |                                                                   |
| \| \| \| Bahnstrecke Paris–Marseille von Paris-Gare-de-Lyon \| \| \| \| 439,7 0,0 \| Mâcon-Ville \| 189 m \| \| \| \| Bahnstrecke Moulins–Mâcon nach Moulins \| \| \| \| \| Bahnstrecke Paris–Marseille nach Lyon-Perrache \| \| \| \| ~1,2 \| D 906 (ehem. RN 6) \| D 906 (ehem. RN 6) \| \| \| \| Mâcon-Hafen \| \| \| \| 2,5 \| Saône (Viaduc de Genève; 199 m); Département Saône-et-Loire / Ain \| Saône (Viaduc de Genève; 199 m); Département Saône-et-Loire / Ain \| \| \| 3,1 \| Pont des Quatre-Arches (35 m) \| Pont des Quatre-Arches (35 m) \| \| \| 3,6 \| Veyle (Pont de Trois-Arches; 27 m) \| Veyle (Pont de Trois-Arches; 27 m) \| \| \| 4,9 \| A 406 \| A 406 \| \| \| 7,3 \| Abzw. Pont de Veyle, LGV Sud-Est von Paris \| Abzw. Pont de Veyle, LGV Sud-Est von Paris \| \| \| ~7,7 \| D 933 (ehem. RN 433) \| D 933 (ehem. RN 433) \| \| \| 7,8 \| Pont-de-Veyle \| 178 m \| \| \| 9,8 \| Saint-Jean-sur-Veyle \| 184 m \| \| \| 17,0 \| Vonnas \| 192 m \| \| \| 21,5 \| Mézériat \| 197 m \| \| \| 27,6 \| Polliat \| 204 m \| \| \| ~33,5 \| Bahnstrecke Chalon-sur-Saône–Bourg-en-Bresse v. Chalon \| Bahnstrecke Chalon-sur-Saône–Bourg-en-Bresse v. Chalon \| \| \| 36,5 \| Bahnstrecke Mouchard–Bourg-en-Bresse von Mouchard \| Bahnstrecke Mouchard–Bourg-en-Bresse von Mouchard \| \| \| ~36,6 \| mehrere Industrieanschlussgleise \| mehrere Industrieanschlussgleise \| \| \| ~36,8 \| D 936 (ehem. RN 436) \| D 936 (ehem. RN 436) \| \| \| 37,0 \| Bourg-en-Bresse \| 241 m \| \| \| ~37,5 \| D 1083 (ehem. RN 83) \| D 1083 (ehem. RN 83) \| \| \| \| Bahnstrecke Bourg-en-Bresse–Bellegarde n. Bellegarde \| \| \| \| \| Bahnstrecke Lyon-Saint-Clair–Bourg-en-Bresse nach Lyon \| \| \| \| 46,5 \| A 40 \| A 40 \| \| \| 46,9 \| La Vavrette-Tossiat \| 253 m \| \| \| 51,1 \| Saint-Martin-du-Mont \| 264 m \| \| \| 53,7 \| A 40 \| A 40 \| \| \| 55,3 \| Suran (22 m) \| Suran (22 m) \| \| \| 55,6 \| A 42 \| A 42 \| \| \| 56,5 \| Pont-d’Ain \| 245 m \| \| \| ~57,0 \| D 984 (ehem. RN 84) \| D 984 (ehem. RN 84) \| \| \| 57,4 \| Ain (132 m) \| Ain (132 m) \| \| \| 61,3 \| Ambronay – Priay \| 241 m \| \| \| ~65,4 \| D 1075 (ehem. RN 75) \| D 1075 (ehem. RN 75) \| \| \| ~66,1 \| D 904 (heute als Unterführung; ehem. RN 504) \| D 904 (heute als Unterführung; ehem. RN 504) \| \| \| \| Bahnstrecke Lyon–Genève von Genf-Cornavin \| \| \| \| 68,3 51,5 \| Ambérieu \| 247 m \| \| \| \| Bahnstrecke Ambérieu–Montalieu-Vercieu nach Lagnieu \| \| \| \| \| Bahnstrecke Lyon–Genève nach Lyon-Perrache \| \| |                      |                                                                   |                                                                   |
| |                      | Bahnstrecke Paris–Marseille von Paris-Gare-de-Lyon                |                                                                   |
| Bahnhof | 439,7 0,0            | Mâcon-Ville                                                       | 189 m                                                             |
| Abzweig geradeaus und ehemals nach rechts |                      | Bahnstrecke Moulins–Mâcon nach Moulins                            | Bahnstrecke Moulins–Mâcon nach Moulins                            |
| Abzweig geradeaus und nach rechts |                      | Bahnstrecke Paris–Marseille nach Lyon-Perrache                    | Bahnstrecke Paris–Marseille nach Lyon-Perrache                    |
| Brücke | ~1,2                 | D 906 (ehem. RN 6)                                                | D 906 (ehem. RN 6)                                                |
| Abzweig geradeaus und nach links · Betriebs-/Güterbahnhof Streckenende und quer |                      | Mâcon-Hafen                                                       | Mâcon-Hafen                                                       |
| Grenze auf Brücke über Wasserlauf | 2,5                  | Saône (Viaduc de Genève; 199 m); Département Saône-et-Loire / Ain | Saône (Viaduc de Genève; 199 m); Département Saône-et-Loire / Ain |
| Brücke | 3,1                  | Pont des Quatre-Arches (35 m)                                     | Pont des Quatre-Arches (35 m)                                     |
| Brücke über Wasserlauf | 3,6                  | Veyle (Pont de Trois-Arches; 27 m)                                | Veyle (Pont de Trois-Arches; 27 m)                                |
| Strecke mit Straßenbrücke | 4,9                  | A 406                                                             | A 406                                                             |
| Abzweig geradeaus und von rechts | 7,3                  | Abzw. Pont de Veyle, LGV Sud-Est von Paris                        | Abzw. Pont de Veyle, LGV Sud-Est von Paris                        |
| Bahnübergang | ~7,7                 | D 933 (ehem. RN 433)                                              | D 933 (ehem. RN 433)                                              |
| Bahnhof | 7,8                  | Pont-de-Veyle                                                     | 178 m                                                             |
| ehemaliger Haltepunkt / Haltestelle | 9,8                  | Saint-Jean-sur-Veyle                                              | 184 m                                                             |
| Bahnhof | 17,0                 | Vonnas                                                            | 192 m                                                             |
| Haltepunkt / Haltestelle | 21,5                 | Mézériat                                                          | 197 m                                                             |
| Haltepunkt / Haltestelle | 27,6                 | Polliat                                                           | 204 m                                                             |
| Strecke von links (außer Betrieb) · Kreuzung geradeaus unten · Strecke quer | ~33,5                | Bahnstrecke Chalon-sur-Saône–Bourg-en-Bresse v. Chalon            | Bahnstrecke Chalon-sur-Saône–Bourg-en-Bresse v. Chalon            |
| Abzweig geradeaus und von links | 36,5                 | Bahnstrecke Mouchard–Bourg-en-Bresse von Mouchard                 | Bahnstrecke Mouchard–Bourg-en-Bresse von Mouchard                 |
| Strecke nach links · Abzweig geradeaus und von rechts | ~36,6                | mehrere Industrieanschlussgleise                                  | mehrere Industrieanschlussgleise                                  |
| Brücke | ~36,8                | D 936 (ehem. RN 436)                                              | D 936 (ehem. RN 436)                                              |
| Bahnhof | 37,0                 | Bourg-en-Bresse                                                   | 241 m                                                             |
| Brücke | ~37,5                | D 1083 (ehem. RN 83)                                              | D 1083 (ehem. RN 83)                                              |
| Abzweig geradeaus und nach links |                      | Bahnstrecke Bourg-en-Bresse–Bellegarde n. Bellegarde              | Bahnstrecke Bourg-en-Bresse–Bellegarde n. Bellegarde              |
| Abzweig geradeaus und nach rechts |                      | Bahnstrecke Lyon-Saint-Clair–Bourg-en-Bresse nach Lyon            | Bahnstrecke Lyon-Saint-Clair–Bourg-en-Bresse nach Lyon            |
| Strecke mit Straßenbrücke | 46,5                 | A 40                                                              | A 40                                                              |
| ehemaliger Bahnhof | 46,9                 | La Vavrette-Tossiat                                               | 253 m                                                             |
| Haltepunkt / Haltestelle | 51,1                 | Saint-Martin-du-Mont                                              | 264 m                                                             |
| Strecke mit Straßenbrücke | 53,7                 | A 40                                                              | A 40                                                              |
| Brücke über Wasserlauf | 55,3                 | Suran (22 m)                                                      | Suran (22 m)                                                      |
| Strecke mit Straßenbrücke | 55,6                 | A 42                                                              | A 42                                                              |
| Bahnhof | 56,5                 | Pont-d’Ain                                                        | 245 m                                                             |
| Strecke mit Straßenbrücke | ~57,0                | D 984 (ehem. RN 84)                                               | D 984 (ehem. RN 84)                                               |
| Brücke über Wasserlauf | 57,4                 | Ain (132 m)                                                       | Ain (132 m)                                                       |
| Haltepunkt / Haltestelle | 61,3                 | Ambronay – Priay                                                  | 241 m                                                             |
| Strecke mit Straßenbrücke | ~65,4                | D 1075 (ehem. RN 75)                                              | D 1075 (ehem. RN 75)                                              |
| ehemaliger Bahnübergang | ~66,1                | D 904 (heute als Unterführung; ehem. RN 504)                      | D 904 (heute als Unterführung; ehem. RN 504)                      |
| Abzweig geradeaus, nach links und von links |                      | Bahnstrecke Lyon–Genève von Genf-Cornavin                         | Bahnstrecke Lyon–Genève von Genf-Cornavin                         |
| Bahnhof | 68,3 51,5            | Ambérieu                                                          | 247 m                                                             |
| Abzweig geradeaus und nach links |                      | Bahnstrecke Ambérieu–Montalieu-Vercieu nach Lagnieu               | Bahnstrecke Ambérieu–Montalieu-Vercieu nach Lagnieu               |
| |                      | Bahnstrecke Lyon–Genève nach Lyon-Perrache                        |                                                                   |

Die Bahnstrecke Mâcon–Ambérieu ist eine doppelgleisige, normalspurige Bahnstrecke in Frankreich. Sie stellt eine Verbindung her zwischen der Nord-Süd-Richtung verlaufender Bahnstrecke Paris–Marseille und der Ost-West-Verbindung Genf–Lyon. Nahe Mâcon bei Pont-de-Veyle gibt es eine Verbindungsstrecke zur Schnellfahrstrecke Paris–Lyon (LGV Sud-Est). Auf der Strecke Mâcon–Ambérieu verkehren neben Güterzügen und Zügen des Regionalverkehrs, der durch die TER Auvergne-Rhône-Alpes betrieben wird, auch die TGV-Züge von Paris nach Destinationen in den Savoyen, sowie der durch TGV Lyria betriebenen Verbindung Paris–Genf.

## Geschichte

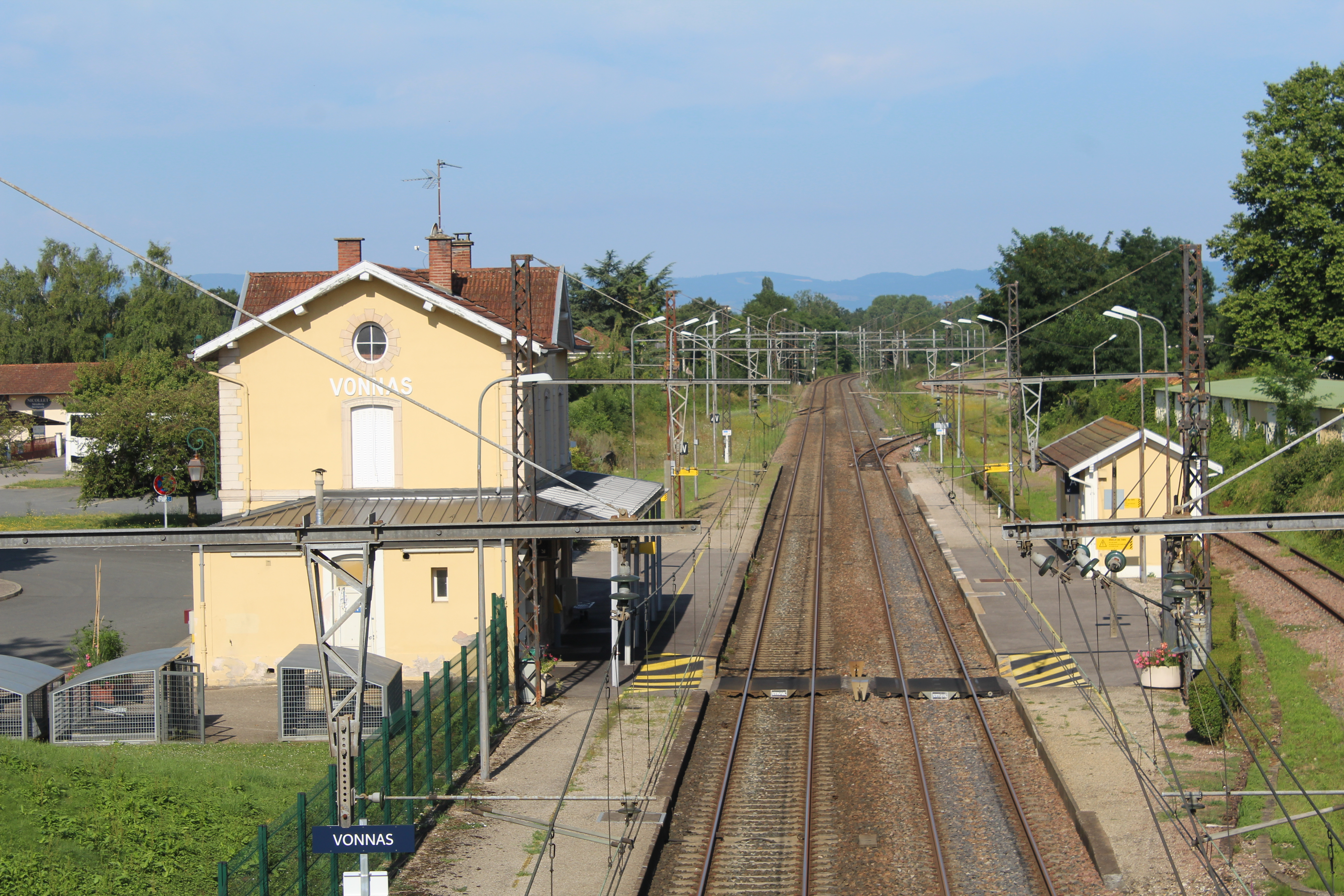
Bahnhof Vonnas, 2016

Die Konzession für den Bau und Betrieb der Strecke wurde am 30. April 1853 an die Compagnie du chemin de fer de Lyon à Genève (CLG) erteilt, die erst ein Jahr zuvor gegründet wurde. Im Juni 1857 übernahm die PLM die Strecke, die somit zu einer der ältesten Strecken der Gesellschaft wurde.
Die Eröffnung der Strecke fand in drei Stufen statt: am 23. Juni 1856 ging der südliche Abschnitt Bourg-en-Bresse–Ambérieu in Betrieb, am 6. Mai des Folgejahres die Strecke Bourg-en-Bresse bis zum Ostufer der Saône und zweieinhalb Monate später, am 20. Juli 1857 die Brücke über den Fluss bis zum Bahnhof Mâcon-Ville. Die Trassee der ganzen Strecke wurde von Beginn an doppelgleisig angelegt, das zweite Gleis wurde aber erst zwischen Mai 1859 und Dezember 1860 gebaut. Im Abschnitt Mâcon-Ville–Bourg-en-Bresse wurde 1944 das zweite Gleis entfernt und elf Jahre später wieder eingebaut. 1955 war auch das Jahr, in dem die Elektrifizierung der Strecke mit 1,5 kV Gleichstrom durchgeführt wurde.

## Streckenverlauf
Mâcon im Tal der Saône an der der Magistrale Paris–Marseille wird, nach Querung des Flusses, südostwärts in die weite Senke der Veyle inmitten der Bresse verlassen. Bei Pont-de-Veyle fädelt eine Verbindung mit der LGV Sud-Est ein, die weitere Trassierung verläuft in langen Geraden entlang des nördlichen Talrandes bis östlich von Polliat, wo der sanfte Geländerücken hin zum Tal der Reyssouze überfahren wird. Bourg-en-Bresse als Knotenpunkt mit Verbindungen nach Bellegarde (Schweiz) und Lyon sowie Mouchard wird südwärts Richtung Aintal verlassen, wobei die flache Wasserscheide bei Saint-Martin-du-Mont (Ain) bereits am Jurasaum zu passieren ist. Geradlinig südwärts unter diagonaler Querung des weiten Talbodens erreicht man schließlich Ambérieu-en-Bugey mit dem Anschluss an die Bahnstrecke Lyon–Genève.

## Betrieb
Die Strecke wird von der Linie 30 der TER Auvergne-Rhône-Alpes bedient, wobei die Zweikraftversion der AGC-Züge in Einfach- und Doppeltraktion zum Einsatz kommen. Auf der Strecke verkehren zahlreiche TGV-Züge aller Art, die hauptsächlich Paris mit Genf, Annecy und Evian-les-Bains verbinden. Im Wintersportverkehr verkehren die Züge auch nach Bourg-Saint-Maurice, Albertville und Saint-Gervais-les-Bains. Vereinzelt verkehren auch Eurostar-Züge aus London oder Thalys-Züge aus Amsterdam. Die Strecke wird von Güterzügen der SNCF und anderer Eisenbahnverkehrsunternehmen benutzt.